# Salmon Mountain Lookout
Le Salmon Mountain Lookout est une tour de guet du comté d'Idaho, dans l'Idaho, aux États-Unis. Situé au sommet de la  Salmon Mountain, dans la chaîne Clearwater, il est protégé au sein de la forêt nationale de Bitterroot et de la River of No Return Wilderness. Il est par ailleurs inscrit au Registre national des lieux historiques depuis le 6 avril 2018.